# Magnetic Resonance Velocimetry
Magnetic Resonance Velocimetry (MRV, engl.) ist ein experimentelles Verfahren zur Bestimmung von Geschwindigkeitsfeldern in der Strömungsmechanik. MRV basiert auf dem Phänomen der Kernspinresonanz und adaptiert die Magnetresonanztomographie (MRT) der medizinischen Diagnostik für die Analyse technischer Strömungen. Die Geschwindigkeiten werden in der Regel mit dem Verfahren der Phasenkontrasttomographie bestimmt. Hierbei werden die Geschwindigkeiten aus den Phasenunterschieden in den Bilddaten berechnet, die wiederum unter Verwendung spezieller Gradientenverfahren erzeugt werden. Für die MRV können herkömmliche MRT-Geräte verwendet werden.
Der Begriff MRV ist durch die zunehmende Anwendung der Magnetresonanztomographie zur Geschwindigkeitsmessung von technischen Strömungen in den Ingenieurwissenschaften entstanden.

## Anwendungen
Zu den Anwendungsmöglichkeiten der MRV in den Ingenieurwissenschaften gehören unter anderem:
- Analyse technischer Strömungen in komplexen Geometrien (Ablösung, Rezirkulationszonen)
- Validierung von numerischen Strömungssimulationen (CFD) durch 3D-Geschwindigkeitsfelder
- Iteratives Design komplexer innerer Strömungskanäle (in Kombination mit Rapid Prototyping)
- Messung von Geschwindigkeit und Phasenzusammensetzung von Mehrphasenströmungen
- Analyse von Strömungen durch poröse Medien
- Interaktion nicht mischbarer Fluide

## Vorteile und Grenzen
Im Bereich der berührungslosen Verfahren zur Geschwindigkeitsmessung ist im Gegensatz zu Verfahren wie PIV oder LDA kein optischer Zugang nötig. Zudem müssen dem Fluid keine Partikel zugesetzt werden. MRV erlaubt somit die Analyse des kompletten Strömungsfeldes in komplexen Geometrien und Bauteilen.
Aufgrund der Tatsache, dass gängige MR-Geräte auf die Kernspinresonanz von Wasserstoffprotonen ausgelegt sind, beschränken sich die erprobten Anwendungen von MRV auf Wasserströmungen. Gängige Skalierungskonzepte kompensieren diese Einschränkung. Zum Erreichen der räumlichen Auflösung müssen einzelne Datenerfassungsschritte in großer Zahl mit leichten Variationen wiederholt werden. Somit ist die MRV-Technik auf stationäre oder periodische Strömungen beschränkt.